# Соня Радева
Соня Радева е българска състезателка по фигурно пързаляне.
Неин треньор е Даниела Величкова, а хореограф Анатолий Клочков. Има 3 републикански титли. Най-доброто ѝ класиране на световно първенство е 16-о място. През сезон 2003/04 печели Helena Pajovic Cup.